# جیم کلس هیروز
جیم کلس هیروز (انگلیسی: Gym Class Heroes) یک گروه موسیقی رپ راک آمریکایی از ژنوا، نیویورک است. این گروه در سال ۱۹۹۷ تشکیل شد، زمانی که تراوی مک کوی در کلاس بدنسازی دبیرستان خود، با مت مک گینلی آشنا شد.
موسیقی گروه سبک‌های متنوعی از جمله هیپ هاپ، راک، فانک و رگی را شامل می‌شود. پس از اضافه شدن دیساشی لومومبا-کاسونگو به عنوان گیتاریست و اریک رابرتز به عنوان نوازنده بیس در سال ۲۰۰۳، گروه با فیولد بای رامن و رکوردهای DCD2 قرارداد امضا کرد که آنها اولین آلبوم خود را با نام The Papercut Chronicles منتشر کردند. این گروه بعد از انتشار این آلبوم و با حضور در جشنواره‌هایی مانند The Bamboozle و Vans Warped Tour، طرفداران زیادی به دست آورد.
در سال ۲۰۰۶، گروه با گرفتن گواهی‌نامه انجمن صنعت ضبط آمریکا آلبوم As Cruel as School Children را منتشر کرد. از زمان انتشار، تک‌آهنگ Cupid's Chokehold به رتبه چهارم در بیلبورد هات ۱۰۰ رسید و در بین ده جدول برتر در کشورهای مختلف از جمله بریتانیا به اوج رسید و تک آهنگ !!Clothes Off در صدر جدول و جزو ده آهنگ برتر در فنلاند، جمهوری ایرلند و بریتانیا قرار گرفت. در ۹ سپتامبر ۲۰۰۸، جیم کلس هیروز سومین آلبوم خود را با نام The Quilt منتشر کرد که شامل همکاری‌های متعدد با هنرمندان دیگر بود. گروه در سال ۲۰۰۹ تعطیل شد، زمانی که اعضا کارهای جانبی مختلفی را انجام می‌دادند. مک کوی اولین آلبوم انفرادی خود با نام Lazarus را در ژوئن ۲۰۱۰ منتشر کرد. لومومبا-کاسونگو روی پروژه جانبی خود یعنی Soul کار می‌کرد، در حالی که مک گینلی در گروه راک Kill the Frontman طبل می‌زند. گروه آلبوم The Papercut Chronicles II را در ۱۵ نوامبر ۲۰۱۱ منتشر کرد. از زمان انتشار این آلبوم، به یکی از موفق‌ترین آلبوم‌های آنها تا به امروز تبدیل شده‌است.

## اعضای گروه
اعضای پیشین
- تراوی مک کوی – خواننده اصلی (۱۹۹۷–۲۰۱۲، ۲۰۱۸–۲۰۱۹)
- مت مک گینلی – درام، سازهای کوبه ای (۱۹۹۷–۲۰۱۲، ۲۰۱۸–۲۰۱۹)
- دیاشی لومومبا-کاسونگو – گیتار، بک آواز (۲۰۰۴–۲۰۱۲، ۲۰۱۸–۲۰۱۹)
- رالفی والنسیا – گیتار باس (۲۰۱۸–۲۰۱۹)
- رایان گیز – گیتار باس (۱۹۹۷–۲۰۰۵)
- میلو بوناچی – گیتار، آواز (۱۹۹۷–۲۰۰۴)
- استیو دکر - نمونه (۱۹۹۷–۲۰۰۳)
- جیسون امسل – گیتار (۲۰۰۰–۲۰۰۱)
- اریک رابرتز – گیتار باس، بک وکال (۲۰۰۵–۲۰۱۸)

اعضای سابق تور
- مارک دی ژسوس – مرد هیپ (۲۰۰۶–۲۰۱۲)[۱]
- تایلر پرسل – کیبورد، گیتار ریتم، بک وکال (۲۰۰۶–۲۰۱۲، ۲۰۱۸–۲۰۱۹)[۲]
- جوزف واظی – مرد هیپ، خوانندگی (۲۰۱۸–۲۰۱۹)[۳]

جدول زمانی